# Primera División de Costa Rica 1926
Die Saison 1926 war die 6. Spielzeit der Primera División de Costa Rica, der höchsten costa-ricanischen Fußballliga. Es nahmen acht Mannschaften teil, Independencia de Tibás wurde jedoch im Laufe der Saison ausgeschlossen. La Libertad verteidigte seinen Titel, es war der 2. in der Vereinsgeschichte.

## Austragungsmodus
- Die acht teilnehmenden Teams spielten in einer Einfachrunde (Hin- und Rückspiel) im Modus Jeder gegen Jeden den Meister aus.
- Independencia de Tibás wurde im Laufe der Saison ausgeschlossen, die schon gespielten Begegnungen nicht gewertet.
- CS Herediano präsentierte sich bei mehreren Spielen zwar auf dem Platz, spielte aber nicht, diese Spiele wurden für den Gegner gewertet.

## Endstand
| Pl.             | Verein                     | Sp. | S  | U | N  | Tore    | Diff. | Punkte |
| --------------- | -------------------------- | --- | -- | - | -- | ------- | ----- | ------ |
| 1.              | CS La Libertad (M)         | 12  | 10 | 1 | 1  | 061:120 | +49   | 21     |
| 2.              | LD Alajuelense             | 12  | 6  | 4 | 2  | 032:160 | +16   | 16     |
| 3.              | CS Cartaginés              | 12  | 7  | 2 | 3  | 030:180 | +12   | 16     |
| 4.              | SG Española                | 12  | 6  | 1 | 5  | 022:380 | −16   | 13     |
| 5.              | CS Once Tigres (N)         | 12  | 4  | 1 | 7  | 025:420 | −17   | 09     |
| 6.              | UD Moravia (N)             | 12  | 3  | 1 | 8  | 012:460 | −34   | 07     |
| 7.              | CS Herediano               | 12  | 1  | 0 | 11 | 007:170 | −10   | 02     |
| 8.              | Independencia de Tibás (N) | 0   | 0  | 0 | 0  | 000:000 | ±0    | 0      |
| Stand: Endstand |                            |     |    |   |    |         |       |        |

## Pokalwettbewerb

### Copa Camel 1926
Die Copa Camel wurde vor dem Saisonstart im Frühjahr 1926 ausgespielt. Nach Viertelfinale, Halbfinale und Finale ging LD Alajuelense als Sieger hervor.